# Абгарович, Каетан
Каетан Абгарович собственного герба, псевдоним — Абгар Солтан (арм. Կայտան Աբգարովիչ, пол. Kajetan Abgarowicz, 7 августа 1856 г., Черниев, Австрийская империя — 27 июля 1909 г., Трускавец, Австро-Венгрия) — польский журналист, писатель и новеллист армянского происхождения, представитель польской литературной школы «Шляхетская сказка».

## Биография
Каетан Абгарович родился 7 августа 1856 года в помещичьей семье. Учился в Станиславове и Львове. Прекратив обучение, с 1875 года стал заниматься сельским хозяйством в отцовском поместье. Первое сочинение опубликовал в 1889 году. В 1901 году был одним из учредителей и одновременно редактором львовской польской газеты «Przedświt», в которой отвечал за литературный отдел. Сотрудничал с польской периодической печатью во Львове, Кракове и Варшаве: публиковался в журналах и газетах «Czas», «Słowo Polskie», «Gazeta Lwowska», «Nowa Reforma», «Tygodnik Ilustrowany».

## Творчество
В своём творчестве Каетан Абгарович уделял внимание популярной и природной беллетристике. В своих сочинения он описывал жизнь подольской шляхты. Каетан Абгарович интересовался жизнью русинов и гуцулов, способствуя распространению подкарпатской культуры в польском обществе. Написал несколько литературоведческих работ о русинском писателе Осипе-Юрии Федьковиче и Льве Толстом.
Самыми известными сочинениями Каетана Абгаровича являются повести «Klub nietoperzy» (1892), «Polubowna ugoda» (1894), сборник новелл «Z wiejskiego dworu» (1895), сборник эссе и рассказов «Z carskiej imperii» (1892), «Rusini» (1893) и «Widziane i odczute» (1904).